# Campeonato Brasileiro de Futebol de 1998 - Série C
O Campeonato Brasileiro da Série C de 1998 foi a nona edição da terceira divisão do futebol brasileiro disputado no segundo semestre de 1998. Seu regulamento foi similar ao do ano anterior: 66* times divididos em 11 grupos de 6, classificando-se os três melhores de cada grupo para a segunda fase. Na segunda, terceira e quarta fase foi disputado um playoff em jogos de ida e volta até que sobraram apenas 4 times. Na fase final, foi disputado um quadrangular com o primeiro colocado sendo a campeão e ascendendo à série B de 1999 juntamente com o vice-campeão.
O campeão da competição foi o Avaí, que conquistou o primeiro título do estado de Santa Catarina na competição. O São Caetano, que já havia conquistado a Série A3 do campeonato estadual, sagrou-se vice-campeão na competição nacional e conquistou um acesso inédito para a Série B até então.

## Regulamento
A Série C do Campeonato Brasileiro de 1998 será disputada por 66* clubes em 5 fases:
- Primeira fase: Os 66* clubes foram agrupados em 11 chaves, com 6 equipes cada. Jogaram entre si, em turno e returno. Classificaram-se os 3 primeiros de cada grupo (exceto o pior terceiro colocado de todos os grupos) para a 2ª fase.
- Segunda fase: os 32 clubes classificados disputaram um playoff em jogos de ida e volta sobrando 16 times.
- Terceira fase: os 16 clubes classificados disputaram mais uma fase de playoffs sobrando 8 times.
- Quarta fase: os 8 clubes classificados continuaram os playoffs sobrando 4 times.
- Fase final: Os 4 clubes classificados disputaram um quadrangular com jogos de ida e volta. Os dois primeiros foram classificados à série B de 1999, sendo considerado campeão o primeiro colocado do quadrangular.

### Critérios de desempate
Caso haja empate de pontos entre dois clubes, o critério de desempate é o seguinte:
1. Número de vitórias
2. Saldo de gols
3. Gols pró
4. Confronto direto

## Equipes participantes
A Série C consiste em 66 times, sendo 2 dos 5 rebaixados da série B do ano anterior e 64 times de todos os estados brasileiros, indicados através de desempenho nos campeonatos estaduais ou torneios realizados por cada federação estadual. Os outros 3 dos 5 rebaixados da Série B do ano anterior (no caso, Central, Goiatuba e Sergipe.) não participaram dessa edição.

### Rebaixados da Série B
- Mogi Mirim
- Moto Club

### Classificados por estado
(Obs: Nos estados onde existam times que já tenham vaga garantida nas Séries A, B ou C, as vagas são repassadas conforme a classificação nos campeonatos estaduais)
| Estado              | Equipe              |
| ------------------- | ------------------- |
| Alagoas             | CSA                 |
| Amapá               | Santos-AP           |
| Amazonas            | Nacional-AM         |
| Amazonas            | São Raimundo-AM     |
| Bahia               | Catuense            |
| Bahia               | Juazeiro            |
| Ceará               | Ferroviário         |
| Ceará               | Fortaleza           |
| Ceará               | Icasa               |
| Ceará               | Esporte Limoeiro    |
| Espírito Santo      | Rio Branco-ES       |
| Goiás               | Anapolina           |
| Goiás               | Anápolis            |
| Goiás               | Goiânia             |
| Goiás               | Itumbiara*          |
| Goiás               | Rioverdense         |
| Maranhão            | Moto Club           |
| Maranhão            | Viana               |
| Mato Grosso do Sul  | Comercial-MS        |
| Mato Grosso do Sul  | Ubiratan            |
| Minas Gerais        | Rio Branco-MG       |
| Minas Gerais        | Tupi                |
| Minas Gerais        | Villa Nova          |
| Pará                | São Francisco-PA    |
| Pará                | Vênus               |
| Paraíba             | Botafogo-PB         |
| Paraíba             | Campinense          |
| Paraíba             | Treze               |
| Paraná              | União Bandeirante   |
| Paraná              | Paranavaí           |
| Paraná              | Rio Branco-PR       |
| Piauí               | Corisabbá           |
| Piauí               | Picos               |
| Rio de Janeiro      | América-RJ          |
| Rio de Janeiro      | Campo Grande        |
| Rio de Janeiro      | CFZ                 |
| Rio de Janeiro      | Friburguense        |
| Rio de Janeiro      | Madureira           |
| Rio Grande do Norte | Baraúnas            |
| Rio Grande do Norte | Potiguar de Mossoró |
| Rio Grande do Sul   | 15 de Novembro      |
| Rio Grande do Sul   | Brasil de Pelotas   |
| Rio Grande do Sul   | Caxias              |
| Rio Grande do Sul   | Pelotas             |
| Rio Grande do Sul   | São José-RS         |
| Roraima             | Baré                |
| Santa Catarina      | Avaí                |
| Santa Catarina      | Blumenau            |
| Santa Catarina      | Chapecoense         |
| Santa Catarina      | Figueirense         |
| Santa Catarina      | Tubarão FC          |
| São Paulo           | América-SP          |
| São Paulo           | Atlético Sorocaba   |
| São Paulo           | Etti Jundiaí        |
| São Paulo           | Francana            |
| São Paulo           | Matonense           |
| São Paulo           | Mogi Mirim          |
| São Paulo           | Nacional-SP         |
| São Paulo           | Noroeste            |
| São Paulo           | Rio Branco-SP       |
| São Paulo           | Santo André         |
| São Paulo           | São Caetano         |
| Sergipe             | Confiança           |
| Sergipe             | Itabaiana           |
| Tocantins           | Alvorada            |
| Tocantins           | Palmas              |

*O Itumbiara foi eliminado do campeonato por não pagar as taxas de arbitragem. Todas os seus jogos foram cancelados.

## Primeira fase
|  |                              |
|  | Classificados à segunda fase |

| Grupo 1 | Grupo 1         | Grupo 1 | Grupo 1 | Grupo 1 | Grupo 1 | Grupo 1 | Grupo 1 | Grupo 1 | Grupo 1 |
| Time | Time            | Pts     | J       | V       | E       | D       | GP      | GC      | SG      |
| --- | --------------- | ------- | ------- | ------- | ------- | ------- | ------- | ------- | ------- |
| 1 | São Raimundo-AM | 20      | 10      | 6       | 2       | 2       | 14      | 10      | 4       |
| 2 | Vênus           | 19      | 10      | 6       | 1       | 3       | 17      | 13      | 4       |
| 3 | São Francisco   | 19      | 10      | 6       | 1       | 3       | 16      | 12      | 4       |
| 4 | Nacional-AM     | 16      | 10      | 5       | 1       | 4       | 18      | 14      | 4       |
| 5 | Baré            | 10      | 10      | 2       | 4       | 4       | 10      | 12      | -2      |
| 6 | Santos-AP       | 1       | 10      | 0       | 1       | 9       | 2       | 16      | -14     |
| Pts – Pontos ganhos; J – Jogos; V - Vitórias; E - Empates; D - Derrotas; GP – Gols pró; GC – Gols contra; SG – Saldo de gols |                 |         |         |         |         |         |         |         |         |

| Grupo 2 | Grupo 2     | Grupo 2 | Grupo 2 | Grupo 2 | Grupo 2 | Grupo 2 | Grupo 2 | Grupo 2 | Grupo 2 |
| Time | Time        | Pts     | J       | V       | E       | D       | GP      | GC      | SG      |
| --- | ----------- | ------- | ------- | ------- | ------- | ------- | ------- | ------- | ------- |
| 1 | Moto Club   | 18      | 10      | 5       | 3       | 2       | 14      | 9       | 5       |
| 2 | Viana       | 17      | 10      | 5       | 2       | 3       | 16      | 9       | 7       |
| 3 | Ferroviário | 15      | 10      | 3       | 6       | 1       | 12      | 10      | 2       |
| 4 | Picos       | 13      | 10      | 3       | 4       | 3       | 20      | 17      | 3       |
| 5 | Fortaleza   | 13      | 10      | 3       | 4       | 3       | 18      | 15      | 3       |
| 6 | Corisabbá   | 3       | 10      | 0       | 3       | 7       | 7       | 27      | -20     |
| Pts – Pontos ganhos; J – Jogos; V - Vitórias; E - Empates; D - Derrotas; GP – Gols pró; GC – Gols contra; SG – Saldo de gols |             |         |         |         |         |         |         |         |         |

| Grupo 3 | Grupo 3          | Grupo 3 | Grupo 3 | Grupo 3 | Grupo 3 | Grupo 3 | Grupo 3 | Grupo 3 | Grupo 3 |
| Time | Time             | Pts     | J       | V       | E       | D       | GP      | GC      | SG      |
| --- | ---------------- | ------- | ------- | ------- | ------- | ------- | ------- | ------- | ------- |
| 1 | Esporte Limoeiro | 16      | 10      | 5       | 1       | 4       | 17      | 18      | -1      |
| 2 | Potiguar         | 16      | 10      | 4       | 4       | 2       | 15      | 9       | 6       |
| 3 | Juazeiro         | 15      | 10      | 4       | 3       | 3       | 14      | 12      | 2       |
| 4 | Icasa            | 15      | 10      | 4       | 3       | 3       | 11      | 9       | 2       |
| 5 | Campinense       | 10      | 10      | 2       | 4       | 4       | 16      | 17      | -1      |
| 6 | Baraúnas         | 8       | 10      | 1       | 5       | 4       | 10      | 18      | -8      |
| Pts – Pontos ganhos; J – Jogos; V - Vitórias; E - Empates; D - Derrotas; GP – Gols pró; GC – Gols contra; SG – Saldo de gols |                  |         |         |         |         |         |         |         |         |

| Grupo 4 | Grupo 4     | Grupo 4 | Grupo 4 | Grupo 4 | Grupo 4 | Grupo 4 | Grupo 4 | Grupo 4 | Grupo 4 |
| Time | Time        | Pts     | J       | V       | E       | D       | GP      | GC      | SG      |
| --- | ----------- | ------- | ------- | ------- | ------- | ------- | ------- | ------- | ------- |
| 1 | Itabaiana   | 19      | 10      | 6       | 1       | 3       | 14      | 10      | 4       |
| 2 | Botafogo-PB | 16      | 10      | 5       | 1       | 4       | 18      | 13      | 5       |
| 3 | Confiança   | 15      | 10      | 5       | 0       | 5       | 18      | 15      | 3       |
| 4 | Catuense    | 14      | 10      | 4       | 2       | 4       | 13      | 14      | -1      |
| 5 | CSA         | 12      | 10      | 4       | 0       | 6       | 11      | 13      | -2      |
| 6 | Treze       | 11      | 10      | 3       | 2       | 5       | 11      | 20      | -9      |
| Pts – Pontos ganhos; J – Jogos; V - Vitórias; E - Empates; D - Derrotas; GP – Gols pró; GC – Gols contra; SG – Saldo de gols |             |         |         |         |         |         |         |         |         |

| Grupo 5 | Grupo 5    | Grupo 5 | Grupo 5 | Grupo 5 | Grupo 5 | Grupo 5 | Grupo 5 | Grupo 5 | Grupo 5 |
| Time | Time       | Pts     | J       | V       | E       | D       | GP      | GC      | SG      |
| --- | ---------- | ------- | ------- | ------- | ------- | ------- | ------- | ------- | ------- |
| 1 | Anapolina  | 19      | 8       | 6       | 1       | 1       | 22      | 4       | 18      |
| 2 | Anápolis   | 13      | 8       | 4       | 1       | 3       | 9       | 7       | 2       |
| 3 | Goiânia    | 11      | 8       | 3       | 2       | 3       | 11      | 9       | 2       |
| 4 | Alvorada   | 8       | 8       | 2       | 2       | 4       | 6       | 21      | -15     |
| 5 | Palmas     | 4       | 8       | 0       | 4       | 4       | 8       | 15      | -7      |
| 6 | Itumbiara* | -       | -       | -       | -       | -       | -       | -       | -       |
| Pts – Pontos ganhos; J – Jogos; V - Vitórias; E - Empates; D - Derrotas; GP – Gols pró; GC – Gols contra; SG – Saldo de gols *O Itumbiara foi eliminado do campeonato por não pagar as taxas de arbitragem. Todas os seus jogos foram cancelados. |            |         |         |         |         |         |         |         |         |

| Grupo 6 | Grupo 6      | Grupo 6 | Grupo 6 | Grupo 6 | Grupo 6 | Grupo 6 | Grupo 6 | Grupo 6 | Grupo 6 |
| Time | Time         | Pts     | J       | V       | E       | D       | GP      | GC      | SG      |
| --- | ------------ | ------- | ------- | ------- | ------- | ------- | ------- | ------- | ------- |
| 1 | América-SP   | 25      | 10      | 8       | 1       | 1       | 27      | 9       | 18      |
| 2 | Noroeste     | 17      | 10      | 5       | 2       | 3       | 13      | 10      | 3       |
| 3 | Comercial-MS | 15      | 10      | 5       | 0       | 5       | 18      | 18      | 0       |
| 4 | Rioverdense  | 11      | 10      | 3       | 2       | 4       | 11      | 12      | -1      |
| 5 | Paranavaí    | 12      | 10      | 3       | 3       | 4       | 9       | 14      | -5      |
| 6 | Ubiratan     | 3       | 10      | 0       | 3       | 7       | 2       | 17      | -15     |
| Pts – Pontos ganhos; J – Jogos; V - Vitórias; E - Empates; D - Derrotas; GP – Gols pró; GC – Gols contra; SG – Saldo de gols |              |         |         |         |         |         |         |         |         |

| Grupo 7 | Grupo 7       | Grupo 7 | Grupo 7 | Grupo 7 | Grupo 7 | Grupo 7 | Grupo 7 | Grupo 7 | Grupo 7 |
| Time | Time          | Pts     | J       | V       | E       | D       | GP      | GC      | SG      |
| --- | ------------- | ------- | ------- | ------- | ------- | ------- | ------- | ------- | ------- |
| 1 | Tupi          | 18      | 10      | 5       | 3       | 2       | 14      | 9       | 5       |
| 2 | Villa Nova    | 15      | 10      | 4       | 3       | 3       | 13      | 9       | 4       |
| 3 | América-RJ    | 14      | 10      | 4       | 2       | 4       | 12      | 14      | -2      |
| 4 | Friburguense  | 13      | 10      | 3       | 4       | 3       | 12      | 13      | -1      |
| 5 | Rio Branco-ES | 10      | 10      | 2       | 4       | 4       | 9       | 10      | -1      |
| 6 | Campo Grande  | 10      | 10      | 2       | 4       | 4       | 12      | 17      | -5      |
| Pts – Pontos ganhos; J – Jogos; V - Vitórias; E - Empates; D - Derrotas; GP – Gols pró; GC – Gols contra; SG – Saldo de gols |               |         |         |         |         |         |         |         |         |

| Grupo 8 | Grupo 8           | Grupo 8 | Grupo 8 | Grupo 8 | Grupo 8 | Grupo 8 | Grupo 8 | Grupo 8 | Grupo 8 |
| Time | Time              | Pts     | J       | V       | E       | D       | GP      | GC      | SG      |
| --- | ----------------- | ------- | ------- | ------- | ------- | ------- | ------- | ------- | ------- |
| 1 | Mogi Mirim        | 20      | 10      | 6       | 2       | 2       | 14      | 8       | 6       |
| 2 | Rio Branco-MG     | 19      | 10      | 5       | 4       | 1       | 10      | 6       | 4       |
| 3 | Atlético Sorocaba | 16      | 10      | 5       | 1       | 4       | 13      | 9       | 4       |
| 4 | Nacional-SP       | 16      | 10      | 4       | 4       | 2       | 9       | 6       | 3       |
| 5 | Madureira         | 6       | 10      | 0       | 6       | 4       | 7       | 15      | -8      |
| 6 | CFZ               | 4       | 10      | 1       | 1       | 8       | 4       | 13      | -9      |
| Pts – Pontos ganhos; J – Jogos; V - Vitórias; E - Empates; D - Derrotas; GP – Gols pró; GC – Gols contra; SG – Saldo de gols |                   |         |         |         |         |         |         |         |         |

| Grupo 9 | Grupo 9       | Grupo 9 | Grupo 9 | Grupo 9 | Grupo 9 | Grupo 9 | Grupo 9 | Grupo 9 | Grupo 9 |
| Time | Time          | Pts     | J       | V       | E       | D       | GP      | GC      | SG      |
| --- | ------------- | ------- | ------- | ------- | ------- | ------- | ------- | ------- | ------- |
| 1 | São Caetano   | 26      | 10      | 8       | 2       | 0       | 15      | 3       | 12      |
| 2 | Santo André   | 17      | 10      | 5       | 2       | 3       | 14      | 10      | 4       |
| 3 | Rio Branco-SP | 17      | 10      | 4       | 5       | 1       | 18      | 11      | 7       |
| 4 | Matonense     | 11      | 10      | 3       | 2       | 5       | 11      | 14      | -3      |
| 5 | Etti Jundiaí  | 10      | 10      | 2       | 2       | 6       | 11      | 16      | -5      |
| 6 | Francana      | 4       | 10      | 1       | 1       | 8       | 7       | 22      | -15     |
| Pts – Pontos ganhos; J – Jogos; V - Vitórias; E - Empates; D - Derrotas; GP – Gols pró; GC – Gols contra; SG – Saldo de gols |               |         |         |         |         |         |         |         |         |

| Grupo 10 | Grupo 10          | Grupo 10 | Grupo 10 | Grupo 10 | Grupo 10 | Grupo 10 | Grupo 10 | Grupo 10 | Grupo 10 |
| Time | Time              | Pts      | J        | V        | E        | D        | GP       | GC       | SG       |
| --- | ----------------- | -------- | -------- | -------- | -------- | -------- | -------- | -------- | -------- |
| 1 | Caxias            | 17       | 10       | 4        | 5        | 1        | 19       | 9        | 10       |
| 2 | Figueirense       | 15       | 10       | 4        | 3        | 3        | 15       | 19       | -4       |
| 3 | São José-RS       | 15       | 10       | 3        | 6        | 1        | 12       | 10       | 2        |
| 4 | União Bandeirante | 13       | 10       | 3        | 4        | 3        | 15       | 13       | 2        |
| 5 | Rio Branco-PR     | 12       | 10       | 3        | 3        | 4        | 15       | 16       | -1       |
| 6 | Blumenau          | 6        | 10       | 1        | 3        | 6        | 11       | 22       | -11      |
| Pts – Pontos ganhos; J – Jogos; V - Vitórias; E - Empates; D - Derrotas; GP – Gols pró; GC – Gols contra; SG – Saldo de gols |                   |          |          |          |          |          |          |          |          |

| Grupo 11 | Grupo 11          | Grupo 11 | Grupo 11 | Grupo 11 | Grupo 11 | Grupo 11 | Grupo 11 | Grupo 11 | Grupo 11 |
| Time | Time              | Pts      | J        | V        | E        | D        | GP       | GC       | SG       |
| --- | ----------------- | -------- | -------- | -------- | -------- | -------- | -------- | -------- | -------- |
| 1 | Avaí              | 19       | 10       | 6        | 1        | 3        | 22       | 13       | 9        |
| 2 | Brasil de Pelotas | 19       | 10       | 6        | 1        | 3        | 16       | 7        | 9        |
| 3 | 15 de Novembro    | 18       | 10       | 6        | 0        | 4        | 19       | 17       | 2        |
| 4 | Pelotas           | 16       | 10       | 5        | 1        | 4        | 16       | 13       | 3        |
| 5 | Tubarão           | 8        | 10       | 2        | 2        | 6        | 13       | 21       | -8       |
| 6 | Chapecoense       | 6        | 10       | 1        | 3        | 6        | 11       | 26       | -15      |
| Pts – Pontos ganhos; J – Jogos; V - Vitórias; E - Empates; D - Derrotas; GP – Gols pró; GC – Gols contra; SG – Saldo de gols |                   |          |          |          |          |          |          |          |          |

## Segunda fase
| Jogos de Ida             | Jogos de Ida             | Jogos de Ida             | Jogos de Ida             | Jogos de Ida             | Jogos de Ida               |
| 7/10/1998 - Quarta-feira | 7/10/1998 - Quarta-feira | 7/10/1998 - Quarta-feira | 7/10/1998 - Quarta-feira | 7/10/1998 - Quarta-feira | 7/10/1998 - Quarta-feira   |
| ------------------------ | ------------------------ | ------------------------ | ------------------------ | ------------------------ | -------------------------- |
| São Raimundo-AM          | 1                        | x                        | 1                        | São Francisco-PA         | Colina                     |
| Vênus                    | 0                        | x                        | 0                        | Moto Club                | Humberto Parente           |
| Esporte Limoeiro         | 3                        | x                        | 1                        | Picos                    | Bandeirão                  |
| Confiança                | 3                        | x                        | 1                        | Botafogo-PB              | Batistão                   |
| Juazeiro                 | 1                        | x                        | 1                        | Itabaiana                | Adauto Morais              |
| Rio Branco-SP            | 3                        | x                        | 1                        | Villa Nova               | Décio Vitta                |
| Comercial                | 3                        | x                        | 3                        | Anapolina                | Morenão                    |
| Tupi                     | 0                        | x                        | 0                        | Santo André              | Mario Helênio              |
| Anápolis                 | 2                        | x                        | 0                        | América-SP               | Jonas Duarte               |
| Rio Branco-MG            | 1                        | x                        | 2                        | Noroeste                 | Parque do Azulão           |
| Atlético Sorocaba        | 2                        | x                        | 0                        | América-RJ               | Walter Ribeiro             |
| Mogi Mirim               | 2                        | x                        | 2                        | 15 de Novembro           | Wilson Fernandes de Barros |
| São José-RS              | 0                        | x                        | 2                        | São Caetano              | Passo D'Areia              |
| Caxias                   | 3                        | x                        | 2                        | Avaí                     | Centenário                 |
| Figueirense              | 0                        | x                        | 1                        | Brasil de Pelotas        | Orlando Scarpelli          |
| 8/10/1998 - Quinta-feira |                          |                          |                          |                          |                            |
| Viana                    | 1                        | x                        | 1                        | Potiguar                 | Daniel Filho               |

- Em negrito: Times classificados para a terceira fase.

| Jogos de Volta                                  | Jogos de Volta       | Jogos de Volta       | Jogos de Volta       | Jogos de Volta       | Jogos de Volta       |
| 11/10/1998 - Domingo                            | 11/10/1998 - Domingo | 11/10/1998 - Domingo | 11/10/1998 - Domingo | 11/10/1998 - Domingo | 11/10/1998 - Domingo |
| ----------------------------------------------- | -------------------- | -------------------- | -------------------- | -------------------- | -------------------- |
| São Francisco                                   | 0                    | x                    | 0                    | São Raimundo-AM      | Barbalhão            |
| Nos pênaltis: São Francisco 3x5 São Raimundo-AM |                      |                      |                      |                      |                      |
| Moto Club                                       | 4                    | x                    | 0                    | Vênus                | Nhozinho Santos      |
| Picos                                           | 1                    | x                    | 2                    | Esporte Limoeiro     | Helvídio Nunes       |
| Botafogo-PB                                     | 1                    | x                    | 0                    | Confiança            | Almeidão             |
| Itabaiana                                       | 2                    | x                    | 0                    | Juazeiro             | Presidente Médici    |
| Villa Nova                                      | 1                    | x                    | 2                    | Rio Branco-SP        | Castor Cifuentes     |
| Anapolina                                       | 3                    | x                    | 0                    | Comercial            | Jonas Duarte         |
| Santo André                                     | 1                    | x                    | 0                    | Tupi                 | Bruno José Daniel    |
| América-SP                                      | 0                    | x                    | 0                    | Anápolis             | Teixeirão            |
| Noroeste                                        | 2                    | x                    | 2                    | Rio Branco-MG        | Alfredo de Castilho  |
| América-RJ                                      | 3                    | x                    | 0                    | Atlético Sorocaba    | Giulite Coutinho     |
| 15 de Novembro                                  | 2                    | x                    | 1                    | Mogi Mirim           | Sady Arnildo Schmidt |
| São Caetano                                     | 2                    | x                    | 1                    | São José-RS          | Anacleto Campanella  |
| Avaí                                            | 2                    | x                    | 0                    | Caxias               | Ressacada            |
| Brasil de Pelotas                               | 2                    | x                    | 1                    | Figueirense          | Bento Freitas        |
| 12/10/1998 - Segunda-feira                      |                      |                      |                      |                      |                      |
| Potiguar                                        | 1                    | x                    | 1                    | Viana                | Nogueirão            |
| Nos pênaltis: Potiguar 5x4 Viana                |                      |                      |                      |                      |                      |

## Terceira fase
| Jogos de Ida         | Jogos de Ida         | Jogos de Ida         | Jogos de Ida         | Jogos de Ida         | Jogos de Ida         |
| 18/10/1998 - Domingo | 18/10/1998 - Domingo | 18/10/1998 - Domingo | 18/10/1998 - Domingo | 18/10/1998 - Domingo | 18/10/1998 - Domingo |
| -------------------- | -------------------- | -------------------- | -------------------- | -------------------- | -------------------- |
| São Raimundo-AM      | 3                    | x                    | 0                    | Moto Club            | Vivaldão             |
| Esporte Limoeiro     | 3                    | x                    | 1                    | Confiança            | Bandeirão            |
| Itabaiana            | 2                    | x                    | 0                    | Potiguar             | Presidente Médici    |
| São Caetano          | 1                    | x                    | 0                    | Anápolis             | Anacleto Campanella  |
| Anapolina            | 2                    | x                    | 0                    | América-RJ           | Jonas Duarte         |
| Avaí                 | 4                    | x                    | 0                    | Santo André          | Ressacada            |
| Brasil de Pelotas    | 1                    | x                    | 0                    | Noroeste             | Bento Freitas        |
| Rio Branco-SP        | 2                    | x                    | 2                    | 15 de Novembro       | Décio Vitta          |

- Em negrito: Times classificados para a quarta fase.

| Jogos de Volta                                 | Jogos de Volta      | Jogos de Volta      | Jogos de Volta      | Jogos de Volta      | Jogos de Volta       |
| 24/10/1998 - Sábado                            | 24/10/1998 - Sábado | 24/10/1998 - Sábado | 24/10/1998 - Sábado | 24/10/1998 - Sábado | 24/10/1998 - Sábado  |
| ---------------------------------------------- | ------------------- | ------------------- | ------------------- | ------------------- | -------------------- |
| Confiança                                      | 2                   | x                   | 1                   | Esporte Limoeiro    | Batistão             |
| Anápolis                                       | 1                   | x                   | 3                   | São Caetano         | Jonas Duarte         |
| América-RJ                                     | 2                   | x                   | 1                   | Anapolina           | Giulite Coutinho     |
| Santo André                                    | 1                   | x                   | 1                   | Avaí                | Bruno José Daniel    |
| Noroeste                                       | 3                   | x                   | 3                   | Brasil de Pelotas   | Alfredo de Castilho  |
| 15 de Novembro                                 | 2                   | x                   | 2                   | Rio Branco-SP       | Sady Arnildo Schmidt |
| Nos pênaltis: 15 de Novembro 3x4 Rio Branco-SP |                     |                     |                     |                     |                      |
| 25/10/1998 - Domingo                           |                     |                     |                     |                     |                      |
| Moto Club                                      | 2                   | x                   | 1                   | São Raimundo-AM     | Nhozinho Santos      |
| Potiguar                                       | 2                   | x                   | 1                   | Itabaiana           | Nogueirão            |

## Quarta fase
| Jogos de Ida        | Jogos de Ida        | Jogos de Ida        | Jogos de Ida        | Jogos de Ida        | Jogos de Ida        |
| 1/11/1998 - Domingo | 1/11/1998 - Domingo | 1/11/1998 - Domingo | 1/11/1998 - Domingo | 1/11/1998 - Domingo | 1/11/1998 - Domingo |
| ------------------- | ------------------- | ------------------- | ------------------- | ------------------- | ------------------- |
| Itabaiana           | 2                   | x                   | 2                   | São Raimundo-AM     | Presidente Médici   |
| Anapolina           | 5                   | x                   | 0                   | Esporte Limoeiro    | Jonas Duarte        |
| São Caetano         | 2                   | x                   | 0                   | Rio Branco-SP       | Anacleto Campanella |
| Brasil de Pelotas   | 2                   | x                   | 2                   | Avaí                | Bento Freitas       |

- Em negrito: Times classificados para a quarta fase.

| Jogos de Volta                              | Jogos de Volta      | Jogos de Volta      | Jogos de Volta      | Jogos de Volta      | Jogos de Volta      |
| 8/11/1998 - Domingo                         | 8/11/1998 - Domingo | 8/11/1998 - Domingo | 8/11/1998 - Domingo | 8/11/1998 - Domingo | 8/11/1998 - Domingo |
| ------------------------------------------- | ------------------- | ------------------- | ------------------- | ------------------- | ------------------- |
| São Raimundo-AM                             | 1                   | x                   | 1                   | Itabaiana           | Vivaldão            |
| Nos pênaltis: São Raimundo-AM 3x4 Itabaiana |                     |                     |                     |                     |                     |
| Esporte Limoeiro                            | 1                   | x                   | 1                   | Anapolina           | Bandeirão           |
| Rio Branco-SP                               | 1                   | x                   | 1                   | São Caetano         | Décio Vitta         |
| Avaí                                        | 2                   | x                   | 2                   | Brasil de Pelotas   | Ressacada           |
| Nos pênaltis: Avaí 4x2 Brasil               |                     |                     |                     |                     |                     |

## Fase final
| Classificação final | Classificação final | Classificação final | Classificação final | Classificação final | Classificação final | Classificação final | Classificação final | Classificação final | Classificação final |
| Time | Time                | Pts                 | J                   | V                   | E                   | D                   | GP                  | GC                  | SG                  |
| --- | ------------------- | ------------------- | ------------------- | ------------------- | ------------------- | ------------------- | ------------------- | ------------------- | ------------------- |
| 1 | Avaí                | 9                   | 6                   | 2                   | 3                   | 1                   | 8                   | 7                   | 1                   |
| 2 | São Caetano         | 8                   | 6                   | 2                   | 2                   | 2                   | 4                   | 5                   | -1                  |
| 3 | Anapolina           | 7                   | 6                   | 1                   | 4                   | 1                   | 8                   | 5                   | 3                   |
| 4 | Itabaiana           | 6                   | 6                   | 1                   | 3                   | 2                   | 5                   | 8                   | -3                  |
| Pts – Pontos ganhos; J – Jogos; V - Vitórias; E - Empates; D - Derrotas; GP – Gols pró; GC – Gols contra; SG – Saldo de gols |                     |                     |                     |                     |                     |                     |                     |                     |                     |